# Ranunkulin
Ranunkulin (ranunculin) je nestabilní glykosid odvozený od glukózy, nacházející se v rostlinách čeledi pryskyřníkovité (Ranunculaceae). Při porušení pletiva rostliny se enzymaticky rozloží na glukózu a toxin protoanemonin.